# 新☆再生縁
『新☆再生縁』（しん・さいせいえん）は、滝口琳々による漫画。明代の中国を舞台とした歴史漫画である。副題は「明王朝宮廷物語」。『プリンセスGOLD』（秋田書店）にて、2009年11+12月号から2018年11月号まで隔月連載された。途中、滝口の体調不良による休載期間もある。
中国の清の時代に陳端生によって書かれた古典小説『再生縁』を下敷きに、物語の舞台を元代から副題の通りの明代成化年間（15世紀末）に移す大胆なアレンジを加え、架空の人物と史実の人物と絡めなる歴史サスペンス。『再生縁』の著者も女性ならば、滝口も女性であることから加藤徹は読売新聞掲載の書評において「時代を超えた才女の壮大な合作」と評している。
コミックス11巻による著者後書きによれば、滝口は今までも中国を舞台にした作品を描いているが、あまり少女漫画的な題材とは言い難いことも自覚していた。そこで、「男装の令嬢」を描こうと、まずは『木蘭』を題材することを思いつくが、田中芳樹の小説『風よ、万里を翔けよ』やディズニー映画『ムーラン』といった先行作品があったため、ボツになる。続いて『再生縁』が浮かぶが、舞台となる元の時代の資料が少ないことと辮髪では少女漫画的なビジュアルに映えないことから、そのままの漫画化は頓挫する。中国史を調べていると側室を置かず、皇后のみを愛した弘治帝が少女漫画に向いていると判明。その父である成化帝も悪役の存在やエピソードに事欠かないことから、この時代を舞台に再編することにした。
また、『再生縁』では孟麗君=酈君玉が科挙に合格するまでもエピソードが多いが、編集部の意向もあり、第1話で科挙への合格と官僚になるまでを描いている。

## あらすじ
宮廷に仕える医師・孟子元は萬貴妃の「命令」を拒んだため、人質として娘の麗君が捕らえられるが、麗君は逃亡し、その途上「風流貴公子」に助けられる。貴公子の助力で逃亡に成功した麗君は、父の行方を探すため、男装して科挙を首席（状元）で突破し、紫禁城に乗り込んだ。
同期の奎壁とともに神童と謳われ、祐樘皇太子に仕えるが、皇太子こそ「風流貴公子」その人であった。そして、麗君は帝位を巡る争いに巻き込まれていく。

## 登場人物

### 『再生縁』に登場する人物
孟 麗君（もう れいくん） / 酈 君玉（り くんぎょく）
表向きは、父の死を悲観して入水自殺を遂げたとされる。叔父の協力を得て、科挙を受験。首席で突破し、祐樘皇太子に仕える。幼い頃から父の指導を受け、医術の心得がある。もともとはかなりの美女。
劉 奎壁（りゅう けいへき）
君玉と同期で、次席（榜眼）。学問だけでなく、武術にも秀でる。本人の弁では武官のための武科挙でも首席合格する自身はあったが、勉強はからっきしな少華のために科挙を受けたとのこと。科挙では郷試、会試、殿試の全ての試験で首席を目指しており、実際に郷試、会試では首席であった（この2つでは君玉が次席）。
出世欲が強く、なにかと麗君をライバル視する。
初対面の李孜省に「大成功するか破滅する」と人相を見られている。
皇甫 少華（こうほ しょうか）
錦衣衛の武官。
麗君の婚約者で、奎壁の親友。幼いころはかなり太っていて鈍くさいところもあったため幼少時の麗君からは嫌われていた。
以降、直接の面識は無いが麗君を理想化しており、アプローチしてくる燕玉も断りを入れている。
努力の末、武術の腕を上げ、武科挙においてトップ合格しており、錦衣衛となっている。
劉 燕玉（りゅう えんぎょく）
奎壁の異母妹。少華を（この時代の女性にしては）情熱的に愛する。
栄蘭（えいらん）
麗君の侍女で、姉妹同然の幼馴染。
孟 子元（もう しげん）
麗君の父親。「神医」とも称される医師であり、特に薬や毒薬に精通する。そのため、萬貴妃らから皇太子毒殺のための薬の調合を依頼されるが、これを拒んだため、幽閉される。

### 『再生縁』には登場しない人物
※実在の人物についての詳細は、リンク先を参照。
朱 祐樘（しゅ ゆうとう）
皇太子、後の明朝第10代皇帝・孝宗（弘治帝）。萬貴妃派の監視を逃れて成長したため、萬貴妃からは憎まれている。
真面目かつ聡明な、優れた人物。以前助けた麗君を「龍女（竜宮城の女性の意）」と呼び、恋心を抱く。
呉 蓮英（ご れんえい）
祐樘皇太子の従者、美少年の宦官で武の腕前は高い。奎壁とはしょっちゅう衝突する。
君玉が「龍女」であることに最初に気づいた。
実は廃后された呉皇后の甥であり、宦官の施術も受けていない。架空のキャラクターであるが、呉皇后の血縁者が錦衣衛に就いた事例があり、モデルとしている。
仁和公主（じんわこうしゅ）
祐樘皇太子の異母妹で、仲が良い。かなりませている。
史実では、弘治2年（1489年）に齊世美に降嫁する。
朱 祐杬（しゅ ゆうげん）
祐樘皇太子の異母弟。萬貴妃らは祐杬を皇太子に推すが、兄弟仲は良い。
成化帝 朱 見深（せいかてい・しゅ けんしん）
明朝の第9代皇帝・憲宗。
吃音症があり、人前で話すのが得意ではない。両性愛者。信心深さを利用され、宮廷に道士や僧が多数入り込む結果を許している。
萬貴妃（ばんきひ） / 萬 貞兒（ばん ていじ）
成化帝の寵妃。一子があったが夭折しており、嫉妬心から他の妃を堕胎させ、出産を許さなかった。
萬通（ばん つう）
萬貴妃の兄で、錦衣衛の長官（都指揮）。
連載開始時点で滝口が入手できた資料では萬貴妃の兄とも弟とも明確ではなかった。その後、史実では弟であったとする研究が主流となっており、滝口は後書きでボヤくことになった。
李 孜省（り しせい）
道士だが、正三品の高位にある。両性愛者。
梁芳（りょうほう）
中年の宦官。成化帝や萬貴妃に取り入り、怪しげな道士や僧を紹介した。
継暁（けいぎょう）
成化帝に仕えるラマ僧。成化帝に寵愛され、肉体関係がある。
齊 世美（さい せいび）
翰林院に勤める官僚、実在人物。無欲かつ温和な性格で、新人いびりにも唯一人参加しなかった。

## 書誌情報
- 滝口琳々『新☆再生縁〜明王朝宮廷物語〜』秋田書店〈プリンセスコミックス〉、全11巻
  1. 2010年4月16日発売 ISBN 978-4-253-19365-8
コミックス1巻には、田中芳樹が推薦文を寄せている。
  2. 2011年1月14日発売 ISBN 978-4-253-19366-5
  3. 2011年9月16日発売 ISBN 978-4-253-19367-2
  4. 2012年5月16日発売 ISBN 978-4-253-19368-9
  5. 2013年1月16日発売 ISBN 978-4-253-19369-6
  6. 2013年9月13日発売 ISBN 978-4-253-19370-2
  7. 2014年5月16日発売 ISBN 978-4-253-27201-8
  8. 2016年6月16日発売 ISBN 978-4-253-27202-5
  9. 2017年4月14日発売 ISBN 978-4-253-27203-2
  10. 2018年2月16日発売 ISBN 978-4-253-27204-9
  11. 2018年12月14日発売 ISBN 978-4-253-27205-6